# Chestnut Hill (Massachusetts)
Chestnut Hill è un villaggio degli Stati Uniti d'America, situato nello stato del Massachusetts, diviso tra la contea di Norfolk, la contea di Suffolk e la contea di Middlesex.

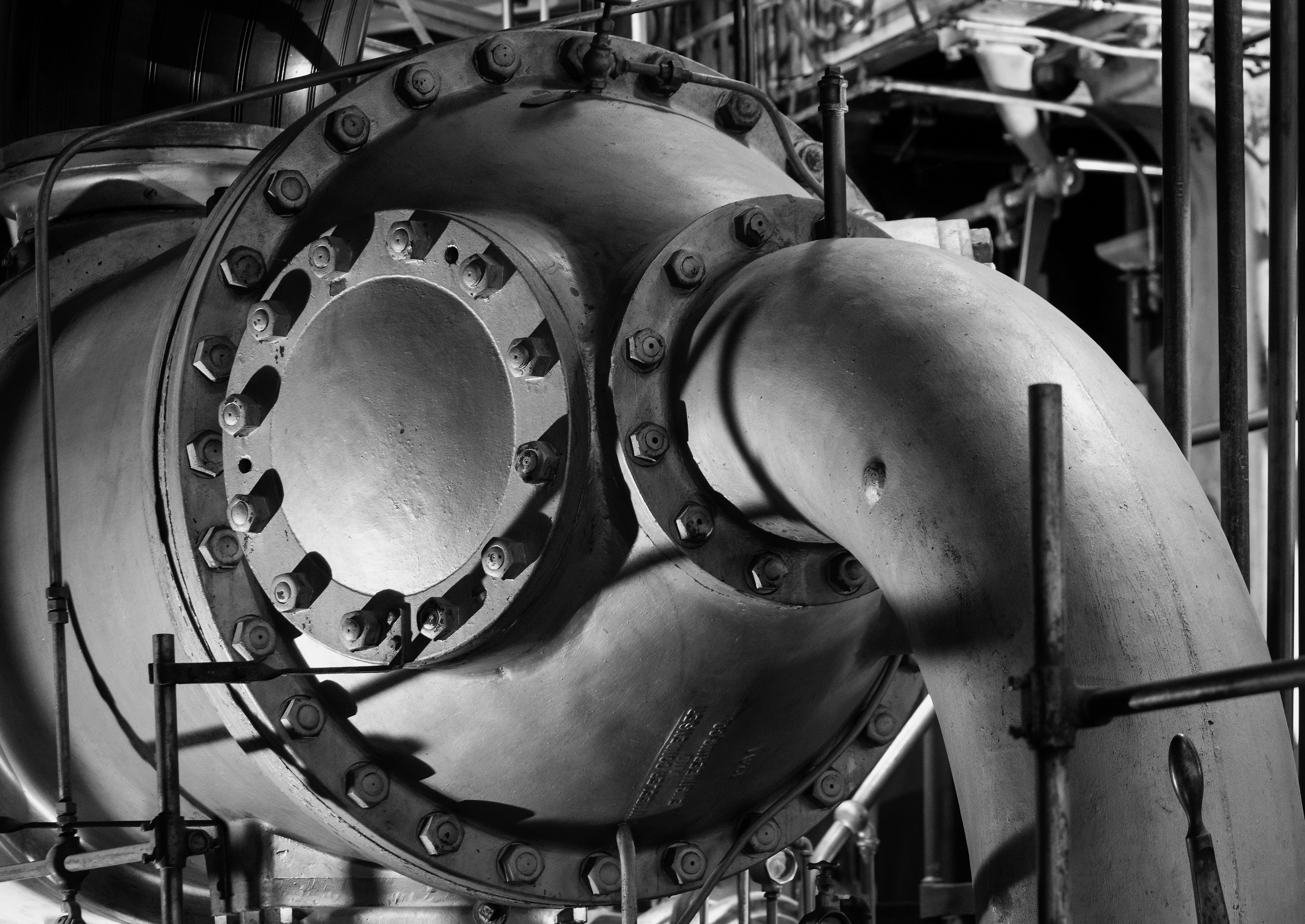
Un condensatore di vapore in mostra al Waterworks Museum: una ex stazione di pompaggio trasformata in museo nel villaggio di Chestnut Hill, Massachusetts (Stati Uniti).